# Obytná věž v Żelazně
Wieża mieszkalna w Żelaźnie (něm. Wohnturm in Eisersdorf) je gotická stavba ze 14. století nacházející se v Żelaznu, v Dolnoslezském vojvodství, gmině Kladsko, v Polsku.

## Historie
Věž byla postavena s největší pravděpodobností roku 1485, na kopci u ústí potoka Piotrówka do řeky Biała Lądecka na pozemku soudcova statku v obci Żelaznu. Zakladatel je neznámý, historici však poukazují na postavu purkrabího hradu Kladska Jacoba Stanke von Koritau, majitele zdejšího panství. Věž sloužila jako středověká strážní věž nebo obytné sídlo pro rytíře. Za třicetileté války, 22. října 1646, byla věž zničena požárem. V roce 1727 byla přestavěna, omítnuta a zastřešena sedlovou střechou. Interiér věže pochází z doby přestavby, jak dokládá letopočet 1727 vytesaný nad vstupní portál. Pravděpodobně byla původně v každém patře jedna místnost. Původně nebyla stavba omítnuta, nyní jsou původní zdi pokryty omítkou. Během druhé světové války byl ve věži umístěn tábor nucených prací pro asi 20 vězňů různých národností, včetně Angličanů, Francouzů a Poláků. V roce 1966 byla provedena oprava středověké věže, která po druhé světové válce chátrala, a poté byla předána skautskému oddílu ze Żelazna. Památka zůstala v péči skautů dvacet let, poté byla opuštěna. V současné době je věž v soukromém vlastnictví.
Rozhodnutím zemského památkového ústavu ze dne 29. listopadu 1965 byla věž zapsána do rejstříku památek.

## Architektura
Je to gotická stavba postavená z lámaného kamene na čtvercovém půdorysu o stranách 6,5 × 7 metrů ve tvaru čtyřpatrové, věže bez sklepení, kryté sedlovou střechou. Ve stěnách prvního patra jsou zachovalé zbytky arkýře a úzké okenní otvory. Ve věži se nachází jeden obytný pokoj s obdélníkovým oknem. Přízemí bylo původně zastřešeno stropem podepřeným kamennými konzolami, které se dochovaly do současnosti.